# Дарфо Боарио Терме
Дарфо Боарио Терме (итал. Darfo Boario Terme) је насеље у Италији у округу Бреша, региону Ломбардија.
Према процени из 2011. у насељу је живело 14932 становника. Насеље се налази на надморској висини од 222 м.

## Становништво
| 1951. | 1961.  | 1971.  | 1981.  | 1991.  | 2001.  | 2011.  |
| ----- | ------ | ------ | ------ | ------ | ------ | ------ |
| 9.849 | 11.339 | 12.168 | 12.926 | 13.206 | 13.590 | 15.524 |